# St. Veit (Weihenzell)
St. Veit war eine nach dem heiligen Veit benannte Kapelle in Weihenzell im Landkreis Ansbach. Die Kapelle stand auf dem Weg nach Petersdorf auf dem so genannten Kappellberg.
St. Veit wurde möglicherweise im 12. Jahrhundert errichtet. Sie hatte einen quadratischen Grundriss von 25 Schuh Seitenlänge und eine Höhe von 20 Schuh. Sie war eine ehemalige Wallfahrtskapelle. An den Quatembertagen wurde auch die Messe gelesen. Mit der Einführung der Reformation im Jahr 1528 wurden die Wallfahrten eingestellt.
Um 1810 stand nur noch eine Ruine, die wegen Einsturzgefahr abgebrochen werden musste. Die Steine verwendete man zum Straßenbau. 1933 wurden auch die Grundmauern ausgegraben und zum Straßenbau verwendet, so dass von der Kapelle heute nichts mehr erhalten geblieben ist.